# Azizbek Amonov
Azizbek Amonov (Zarafshan, 30 ottobre 1997) è un calciatore uzbeko, centrocampista del Bunyodkor e della nazionale uzbeka.

## Carriera

### Club
Nato nella cittadina di Zarafshan, Amonov cresce calcisticamente nel settore giovanile del Lokomotiv Tashkent. Il 30 giugno 2017 fece il suo esordio da professionista durante la partita di O'zbekiston Superligasi, vinta dal Lokomotiv Tashkent per 3-1 sul Metallurg Bekabad, subentrando al sessantaduesimo minuto e dopo appena due minuti realizzò anche la sua prima rete in carriera portando il risultato sul momentaneo 2-1. 
Amonov giocò per cinque stagioni con la maglia del Lokomotiv Tashkent collezionando 71 presenze e 12 goal, conditi da due vittorie nella O'zbekiston Superligasi nel 2017 e nel 2018 e da altri due trofei nazionali.
Nel febbraio 2022 il giocatore decise di lasciare l'Uzbekistan per firmare, un contratto da 2 anni e mezzo, con la squadra iraniana dell'Esteghlal. Con la maglia giocherà però una sola stagione collezionando 11 presenze ma lo stesso riuscendo lo stesso a dare un contributo alla vittoria della Iran Pro League 2021-22.
Svincolatosi dal contratto che lo legava con l'Esteghlal nel marzo 2023 ha deciso di accettare l'offerta del Nasaf Qarshi, facendo così ritorno dopo una sola stagione di assenza nella O'zbekiston Superligasi.
Nel gennaio 2024 firma un contratto con la squadra degli Emirati Arabi Uniti, militante nella UAE Arabian Gulf League, del Khor Fakkan.

### Nazionale
Dopo aver giocato sia con la Nazionale Under-20 ed Under-23; nel settembre 2021 ha fatto il suo esordio con la Nazionale di calcio dell'Uzbekistan, subentrando nei minuti finale nell'amichevole persa per 2-1 contro la Nazionale di calcio della Svezia.
Viene convocato dalla nazionale maggiore per la Coppa d'Asia 2023, ma non scende in campo in nessuna delle tre partite giocate nella competizione.

## Palmarès

### Club
Lokomotiv Tashkent
- O'zbekiston Superligasi: 2

2017, 2018
- Coppa dell'Uzbekistan: 1

2017
- Supercoppa dell'Uzbekistan: 1

2019
Nasaf
- Supercoppa dell'Uzbekistan: 1

2023
Esteghlal
- Persian Gulf Pro League: 1

2021-2022
- Supercoppa d'Iran: 1

2022